# 松田甲
松田 甲（まつだ こう、1864年8月8日（元治1年7月7日） - 1945年（昭和20年）7月17日）は、日本の測量技術者・漢詩人・著述家。主に朝鮮総督府嘱託時代の著作で日本と朝鮮間にあった交流の事績を明らかにした。幼名甲子五郎

## 生涯

### 経歴
会津藩藩士松田俊蔵の五男として若松に生まれる。大竹多気は実兄。松田家は戊辰戦争後に斗南に移り、松田は上京後に攻玉社土木科で学んだ。卒業後参謀本部測量科、測量局、陸地測量部に測量技術者として勤務し、日本、台湾、南清、蒙古、朝鮮などで測量に従事した。一方では文学的な活動を行い、野口寧斎、森槐南、永坂石埭、井上通泰などの権威者たちに漢詩、和歌、俳句、書を学び、作品を発表している。1911年（明治44年）4月に朝鮮総督府臨時土地調査局技手となり、朝鮮各地の測量や地図作成を行った。調査局は1918年（大正7年）に解散し、監査官に昇進していた松田は総督府逓信吏員養成所教官となって在鮮を続け、1923年（大正12年）には総督府官房嘱託となった。松田は朝鮮の文人たちと交流を持ち、日本と朝鮮の文人が作った「以文会」の幹事として、また松田自身が主宰した「忘機会」などで創作活動も行っている。会津会会員。

### 著書など
日本と朝鮮の歴史は政治面に主眼が置かれがちであったが、松田の著述は主として文化交流に関するものである。松田は「美談」を通じた日本と朝鮮の融和を意図していた。松田の著作は朝鮮人の皇民化に利用された点などからほとんど顧みられてこなかったが、権純哲（埼玉大学教授）は松田の活動を「交流史研究の新たな幕開けを告げるもの」と評価している。
- 『日鮮史話第一編』朝鮮総督府、1926年
- 『日鮮史話第二編』朝鮮総督府、1927年
- 『日鮮史話第三編』朝鮮総督府、1931年
- 『日鮮史話第四編』朝鮮総督府、1927年
- 『日鮮史話第五編』朝鮮総督府、1927年
- 『日鮮史話第六編』朝鮮総督府、1927年
- 『日鮮史話続第一編』朝鮮総督府、1931年
- 『朝鮮雑記』朝鮮総督府、1927年
- 『朝鮮漫録』朝鮮印刷、1928年
- 『朝鮮の今昔 歴代篇』朝鮮総督府、1927年
- 『朝鮮叢話』朝鮮総督府、1929年
- 『駿河の清見寺と朝鮮信使』、1929年
- 『忘機小舫詩存』、1945年